# 에베쓰역
에베쓰역(일본어: 江別駅 에베쓰에키[*])은 일본 홋카이도 에베쓰시에 있는 홋카이도 여객철도 하코다테 본선의 역이다. 역 번호는 A09이며, 단선 승강장과 섬식 승강장, 절결식 승강장 등 복합 형태의 철도 역사이다.

## 타는 곳
| 1 | ■ 하코다테 본선 | (상행) | 삿포로 · 오타루 방면 |                          |
| 2 | ■ 하코다테 본선 | (상행) | 삿포로 · 오타루 방면 | (대피 열차 · 이 역 시발) |
| 2 | ■ 하코다테 본선 | (하행) | 이와미자와 방면      | (대피 열차)              |
| 3 | ■ 하코다테 본선 | (하행) | 이와미자와 방면      |                          |
| 4 | ■ 하코다테 본선 | (상행) | 삿포로 · 오타루 방면 | (이 역 시발)             |

## 이용 현황
| 연도     | 하루 평균 승차 인원 |
| 2009년도 | 3,633명             |
| -------- | ------------------- |

## 역 주변
- 국도 제12호선 · 국도 제337호선
- 호쿠요 은행 에베쓰추오 지점
- 호쿠리쿠 은행 에베쓰 지점
- 도오 농업협동조합 (JA 도오) 에베쓰 지소
- 에베쓰 시 수도국
- 에베쓰 시 커뮤니티 센터
- 에베쓰 시 청년센터
- 에베쓰 시립 병원
- 주오긴자 상점가
- 홋카이도 전력 종합 연구소
- 에베쓰 신사
- 지토세 강

## 인접 정차역
| 홋카이도 여객철도 ■ 하코다테 본선 | 홋카이도 여객철도 ■ 하코다테 본선     | 홋카이도 여객철도 ■ 하코다테 본선 |
| --------------------------------- | ------------------------------------- | --------------------------------- |
| A07 놋포로 삿포로 · 오타루 방면   | ● 구간쾌속 "이시카리 라이너" B        | A10 도요호로 이와미자와 방면      |
| A08 다카사고 삿포로 · 오타루 방면 | ● 구간쾌속 "이시카리 라이너" A ● 보통 | A10 도요호로 이와미자와 방면      |